# R-27 (missile aria-aria)
Lo R-27 o K-27, noto come AA-10 Alamo (designazione NATO) in occidente, è un missile aria-aria (in inglese: AAM - Air to Air Missile) di fabbricazione sovietica.
Questo tipo di missile è stato concepito per essere impiegato contro qualsiasi tipo di bersaglio aereo, sia esso un aeroplano che un missile da crociera. Inoltre può essere lanciato contro obiettivi a medio-lungo raggio sia di giorno che di notte, con qualsiasi condizione meteorologica. La Vympel ha progettato questo missile anche per attaccare bersagli agili e che volino a bassa quota.
Lo R-27 è disponibile in diverse varianti a seconda del tipo di testa cercante montata. La versione R (Р-27Р, радар, radar) è a guida radar semiattiva, mentre la versione T (Р-27Т, термальный, termico) è a guida infrarossa. È stato studiato anche un nuovo tipo di propulsore, adottato sulle versioni E (Р-27ЭР ed Р-27ЭТ, энергя, energia), che ne aumenta il raggio d'azione, infatti il fusto è più lungo.
A questa tipologia si aggiungono anche altre tipologie di varianti:
- R-27P (AA-10 Alamo E), missile anti-radar a guida passiva;
- R-27EP (AA-10 Alamo F), versione migliorata del missile R-27P;
- R-27AE, versione simile al missile R-27ET, ma con guida homing attiva;
- R-27EM, un R-27AE con guida semi-attiva creato per essere impiegato sul mare ed equipaggiare i Su-33.

I missili sono fabbricati in lega di titanio, mentre il corpo del motore è in acciaio. I piloni ai quali vengono agganciati i motori sono i medesimi per tutti i tipi: lo APU-470, subalari, e lo AKU-470 sotto le gondole dei motori o la fusoliera.
Il missile naviga con un controllo inerziale ed un sistema di correzione radio, può acquisire un bersaglio a 50° dalla sua rotta per la versione semiattiva ed a 55° per la versione passiva. Può anche essere lanciato dall'apparecchio mentre questo effettua fino a 5 g di fattore di carico, intercettando bersagli che volano fino a 3.500 km/h con un'altitudine (distanza dal terreno) tra i 20 m ed i 27 km, ma con una differenza massima di quota tra il vettore ed il bersaglio di 10 km. Infine il massimo fattore di carico sostenibile è di 8 g.
La Vympel sviluppò questo missile (sotto il nome di "prodotto 470") negli anni '80, ed entrò in servizio nel 1987.
| AA-10 Alamo      | R-27R (Alamo A)                                                            | R-27T (Alamo B)                                                            | R-27ER (Alamo C)                                                           | R-27ET (Alamo D)                                                           | R-27AE                                                                     | R-27EM                                                                     |
| Tipo             | aria-aria a medio raggio                                                   | aria-aria a medio raggio                                                   | aria-aria a lungo raggio                                                   | aria-aria a lungo raggio                                                   | aria-aria a lungo raggio                                                   | aria-aria a lungo raggio                                                   |
| Guida            | semiattiva radar                                                           | passiva all'infrarosso                                                     | semiattiva radar                                                           | passiva all'infrarosso                                                     | attiva radar                                                               | semiattiva radar                                                           |
| Anno             | 1983                                                                       | 1984                                                                       | 1985                                                                       | 1985                                                                       | 1990                                                                       | 1990                                                                       |
| Raggio d'azione  | 50 km                                                                      | 40 km                                                                      | 75 km                                                                      | 70 km                                                                      | 110 km                                                                     | 110 km                                                                     |
| Peso             | 253 kg                                                                     | 254 kg                                                                     | 350 kg                                                                     | 343 kg                                                                     | 350 kg                                                                     | 350 kg                                                                     |
| Lunghezza        | 4,08 m                                                                     | 3,79 m                                                                     | 4,78 m                                                                     | 4,5 m                                                                      | 4,78 m                                                                     | 4,78 m                                                                     |
| Apertura alare   | 0,77 m                                                                     | 0,77 m                                                                     | 0,80 m                                                                     | 0,80 m                                                                     | 0,80 m                                                                     | 0,80 m                                                                     |
| Diametro         | 0,23 m                                                                     | 0,23 m                                                                     | 0,26 m                                                                     | 0,26 m                                                                     | 0,26 m                                                                     | 0,26 m                                                                     |
| Velocità massima | Mach 2,0 - 4,5                                                             | Mach 2,0 - 4,5                                                             | Mach 2,0 - 4,5                                                             | Mach 2,0 - 4,5                                                             | Mach 2,0 - 4,5                                                             | Mach 2,0 - 4,5                                                             |
| Testata          | 39 kg                                                                      | 39 kg                                                                      | 39 kg                                                                      | 39 kg                                                                      | 39 kg                                                                      | 39 kg                                                                      |
| Vettori          | Yak-141, Su-27, Su-30, Su-33, Su-34, Su-35, Su-37, MiG-29, MiG-31          | Yak-141, Su-27, Su-30, Su-33, Su-34, Su-35, Su-37, MiG-29, MiG-31          | Yak-141, Su-27, Su-30, Su-33, Su-34, Su-35, Su-37, MiG-29, MiG-31          | Yak-141, Su-27, Su-30, Su-33, Su-34, Su-35, Su-37, MiG-29, MiG-31          | Yak-141, Su-27, Su-30, Su-33, Su-34, Su-35, Su-37, MiG-29, MiG-31          | Su-33, MiG-29M                                                             |
| Utilizzatori     | URSS, Cina, Etiopia, Eritrea, Romania, Germania Est, Cecoslovacchia, India | URSS, Cina, Etiopia, Eritrea, Romania, Germania Est, Cecoslovacchia, India | URSS, Cina, Etiopia, Eritrea, Romania, Germania Est, Cecoslovacchia, India | URSS, Cina, Etiopia, Eritrea, Romania, Germania Est, Cecoslovacchia, India | URSS, Cina, Etiopia, Eritrea, Romania, Germania Est, Cecoslovacchia, India | URSS, Cina, Etiopia, Eritrea, Romania, Germania Est, Cecoslovacchia, India |